# Mesaiokeras
Mesaiokeras é um gênero de crustáceos pertencente à família monotípica Mesaiokeratidae.
As espécies deste gênero são encontradas no sul da Europa.
Espécie:
- Mesaiokeras heptneri Andronov, 1973
- Mesaiokeras hurei Kršinic, 2003
- Mesaiokeras kaufmanni Fosshagen, 1978
- Mesaiokeras marocanus Andronov, 1995
- Mesaiokeras mikhailini Andronov, 1995
- Mesaiokeras nanseni Matthews, 1961
- Mesaiokeras semiplenus Andronov, 1973
- Mesaiokeras spitsbergensis Schulz & Kwasniewski, 2004
- Mesaiokeras tantillus Andronov, 1973